# Гульєльмо Джованніні
Гульєльмо Джованніні (італ. Guglielmo Giovannini; 17 грудня 1925, Кастелло-д'Арджиле — 17 липня 1990, Болонья) — італійський футболіст, що грав на позиції захисника. Виступав за олімпійську збірну Італії. По завершенні ігрової кар'єри — тренер.

## Клубна кар'єра
У дорослому футболі дебютував 1946 року виступами за команду клубу «Болонья», в якій провів дванадцять сезонів, взявши участь у 253 матчах чемпіонату. Більшість часу, проведеного у складі «Болоньї», був основним гравцем захисту команди.
Завершив професійну ігрову кар'єру у клубі «Мачератезе», за команду якого виступав протягом 1959—1960 років.

## Виступи за збірну
1948 року захищав кольори олімпійської збірної Італії. У складі цієї команди провів два матчі.

## Кар'єра тренера
Розпочав тренерську кар'єру, ще продовжуючи грати на полі, 1958 року, очоливши тренерський штаб клубу «Мачератезе».
Останнім місцем тренерської роботи була Збірна Серії C, головним тренером якої Гульєльмо Джованніні був з 1976 по 1990 рік.
| Дата       | Місто     | Господарі | Результат | Гості  | Турнір  | Голи | Примітки |
| ---------- | --------- | --------- | --------- | ------ | ------- | ---- | -------- |
| 02/08/1948 | Брентфорд | США       | 0 – 9     | Італія | ОІ 1948 | -    |          |
| 05/08/1948 | Лондон    | Данія     | 5 – 3     | Італія | ОІ 1948 | -    |          |
| Усього     |           | Матчів    | 2         |        | Голів   | 0    |          |